# Jean Rouverol
Jean Rouverol (Saint Louis, 8 juli 1916 – 24 maart 2017) was een Amerikaanse actrice, auteur en scenarioschrijver.

## Levensloop en carrière
Rouverol werd geboren als dochter van schrijfster Auriana Rouverol (1886-1955). Ze begon haar carrière in 1934 in de film It's a Gift naast W.C. Fields. In de jaren 30 verscheen ze nog in elf films, meestal in een ondersteunende rol zoals in Stage Door (1937). In 1940 huwde ze met scenarioschrijver Hugo Butler (1914-1968). Het koppel kreeg zes kinderen. Rouverol keerde daarna niet meer terug als actrice in de filmwereld. Ze begon met het schrijven van novelles en scenario's. In 1950 schreef ze haar eerste filmscenario voor So Young So Bad met Paul Henreid in de hoofdrol. Haar carrière werd abrupt een halt toegeroepen door onderzoeken van het House Committee on Un-American Activities. Rouverol en haar man waren immers lid geworden van de Communistische Partij van de Verenigde Staten. Ze kwamen op de zwarte lijst van Hollywood terecht, waardoor het koppel verhuisde naar Mexico.
In Mexico bleef Rouverol scenario's schrijven zoals The First Time (1952) en Autumn Leaves uit 1956. In 1968 schreef ze The Legend of Lylah Clare. De scenario's schreef ze steeds samen met haar man. Ze schreef ook afleveringen voor de series Little House on the Prairie en As the World Turns.
In 1968 overleed haar man op 53-jarige leeftijd. Na de dood van haar man bleef ze boeken schrijven tot op hoge leeftijd. In 2000, op 84-jarige leeftijd, publiceerde ze nog Refugees from Hollywood: A Journal of the Blacklist Years.

## Beknopte Filmografie
- It's a Gift, 1934, als actrice
- The First Time, 1952, als scenarioschrijver
- Autumn Leaves, 1956, als scenarioschrijver
- The Legend of Lylah Clare, 1968, als scenarioschrijver